# Bory (Slowakei)
Bory ist eine Siedlung in der Slowakei und gehört zum Bezirk Levice.

## Geschichte

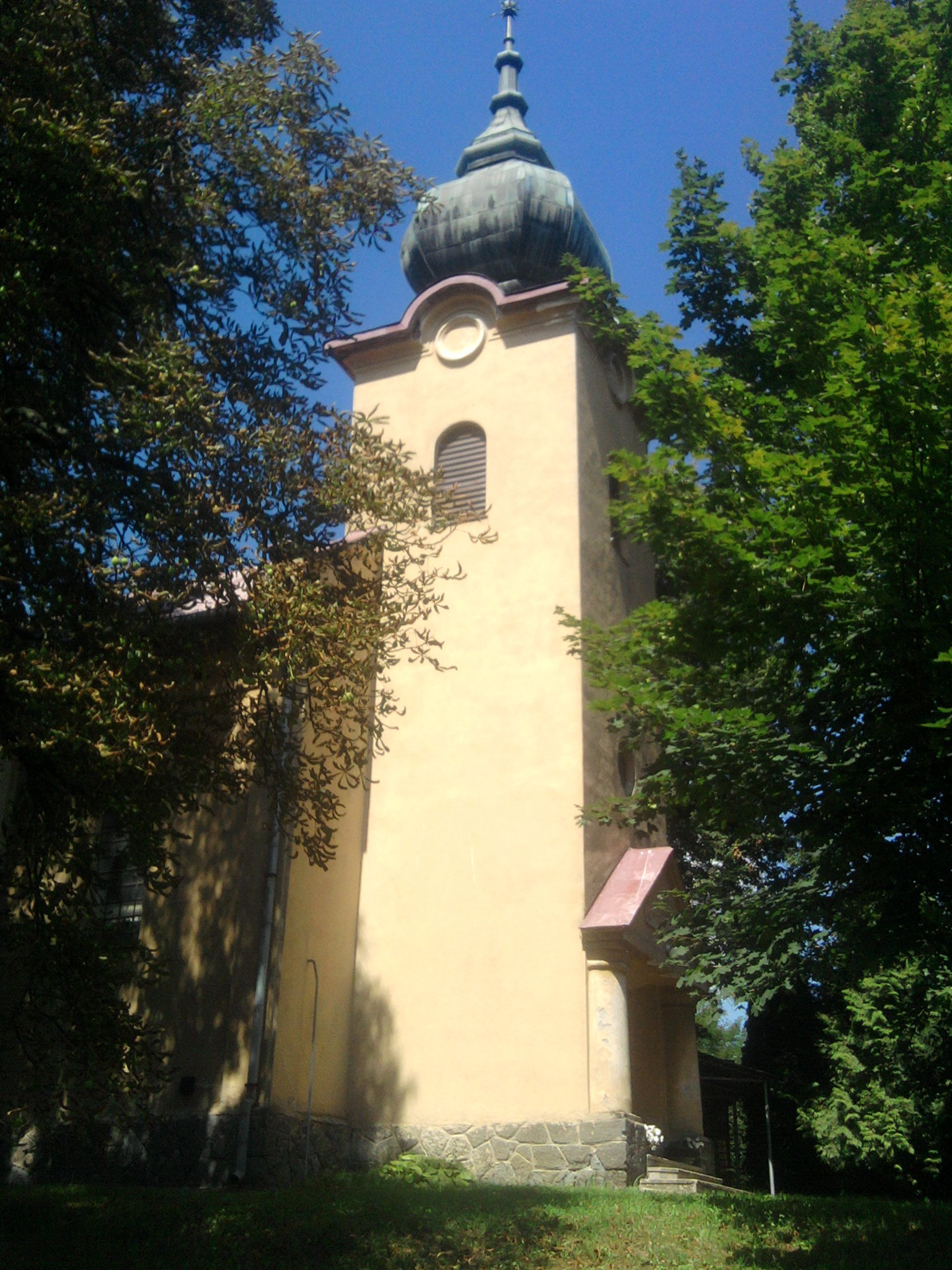
Kirche von Bory (2011)

Die Siedlung wurde erstmals 1135 urkundlich erwähnt und wurde nach dem bekannten Adelsgeschlecht Bory de Bori és Borfői benannt.

## Bevölkerung
| Jahr                | 1994 | 2004    | 2014    | 2024    |
| ------------------- | ---- | ------- | ------- | ------- |
| Anzahl der Personen | 326  | 324     | 316     | 307     |
| Unterschied         |      | −0,61 % | −2,46 % | −2,84 % |

| Jahr                | 2023 | 2024    |
| ------------------- | ---- | ------- |
| Anzahl der Personen | 315  | 307     |
| Unterschied         |      | −2,53 % |

## Baudenkmale
In der Liste der denkmalgeschützten Objekte in Bory (Slowakei) sind drei Denkmäler aufgeführt.